# İbradı (district)
İbradi is een Turks district in de provincie Antalya en telt 4.693 inwoners (2007). Het district heeft een oppervlakte van 1267,3 km². Hoofdplaats is İbradi.
De bevolkingsontwikkeling van het district is weergegeven in onderstaande tabel.
| 1997  | 2000   | 2007  | 2016  |
| ----- | ------ | ----- | ----- |
| 7.273 | 10.826 | 4.693 | 2.678 |

Het district heeft driekwart van haar bevolking verloren sinds 2000. 